# 拓跋平原
拓跋平原（5世紀—487年），魏道武帝拓跋珪曾孙，使持节、车骑大将军、统万镇都大将、武昌成王拓跋提长子，北魏宗室、官员。

## 生平
拓跋平原在父亲拓跋提死后承袭了武昌王的爵位，他忠诚果敢，有智谋和才略。魏献文帝拓跋弘时期，柔然侵犯北魏边塞，拓跋平原跟随魏献文帝进攻柔然，立下许多战功，出任假节、都督齐兖二州诸军事、镇南将军、齐州刺史。拓跋平原擅于安抚百姓，边境居民前往归附的有一千多家。
魏孝文帝元宏时期，延興元年（471年）十一月，司馬小君自稱晉朝皇室后裔，聚集党羽三千多人，驻扎在平陵县，年号圣君，他们攻破郡县，杀害官吏。拓跋平原亲自讨伐，杀死七人，生擒司馬小君，将司马小君送到平城斩首。延兴三年（473年），又有妖贼刘举自稱天子，煽动蛊惑百姓，拓跋平原讨伐刘举，将他收捕后斩首。當時齊州糧食歉收，百姓飢荒，拓跋平原以私人的米粮三千多斛做成米粥，保全了百姓的性命。戌守在齐州的北方州郡士兵一千多人将要返回北方，拓跋平原提供了途中的口粮，百姓都称赞歌颂他。齊州百姓韓凝之等一千多人前往朝廷颂扬拓跋平原，魏孝文帝看到上书后赞叹不已。
拓跋平原回到京城后，每年都率领各路军队驻扎在漠南，防备柔然，后升任都督雍秦梁益四州诸军事、征南大将军、开府、雍州刺史，镇守长安。太和十一年（487年），拓跋平原去世，朝廷赠予拓跋平原原本的官职，加羽葆、鼓吹，谥号简王。

## 家庭

### 子女
- 元和，北魏辅国将军、东郡太守、武昌王
- 元鉴，北魏征虏将军、徐州刺史、武昌悼王
- 元荣，北魏羽林监
- 元亮，北魏威远将军、羽林监
- 元馗，北魏安西将军、北华州刺史、北华州都督
- 元氏，嫁北魏伏波将军、参太尉高阳王府事杨舒[9][10][11]
- 元氏，常季賢的大嫂，嫁給常季賢之兄[12]